# Verlengde Hoofdweg 9 (Nieuw-Beerta)

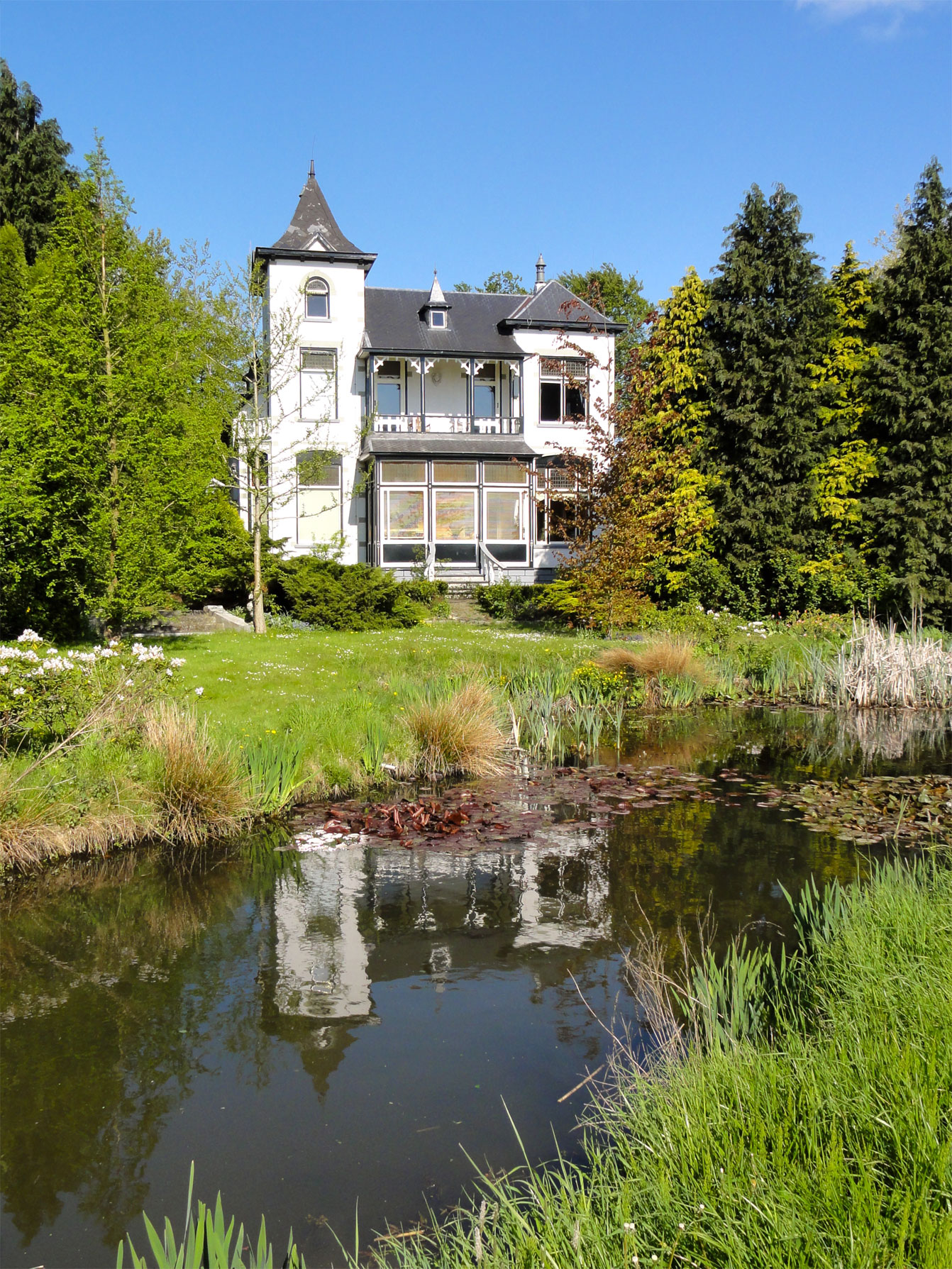
De villa aan de Verlengde Hoofdweg 9 te Nieuw-Beerta anno 2011

De villa aan de Verlengde Hoofdweg 9 in Nieuw-Beerta in de Nederlandse provincie Groningen werd in 1914 gebouwd in opdracht van het landbouwersechtpaar Hindrik Robert Leemhuis en Talje Dijkstra. De villa werd ontworpen door de in Oostwold woonachtige architect Geert Kruizinga (1863-1949).

## Beschrijving
De villa aan de Verlengde Hoofdweg 9 te Nieuw-Beerta werd gebouwd in een overgangsstijl met gebruikmaking van diverse elementen uit de chaletstijl. De villa heeft gepleisterde gevels. In de oostelijke gevel (de voorzijde) bevindt zich een rechthoekige serre met daarboven een loggia met een houten balustrade. Links daarvan is een toren gebouwd van drie verdiepingen hoog onder een zogenaamde ingesnoerde spits. De entree bevindt zich in een portiek, met een trap en balustrade, aan de noordzijde van de villa. De villa staat op een perceel, dat deels is omgracht.
De villa is erkend als rijksmonument onder meer vanwege de cultuur-historische waarde, de imponerende uitstraling, de monumentale ligging, als voorbeeld van zowel de toegepaste bouwstijl in deze periode als van de bloei van de landbouw en als voorbeeld van het werk van de architect Kruizinga.